# Young God Records
Young God Records es un sello discográfico independiente fundado por Michael Gira en 1990 especializado en música experimental, avant-garde y en lanzamientos no ceñidos a un género musical concreto. El sello recibe su nombre de un EP editado por la banda de Gira, Swans, llamado Young God.
La intención original del sello era facilitar el lanzamiento de la música de Swans, pero a medida que la banda se fue deshaciendo Young God creció para acoger a los Angels of Light (el otro grupo de Michael Gira) y a otras bandas y artistas, incluyendo: Akron/Family, Devendra Banhart, Lisa Germano, Ulan Bator, y Mi and L'au. Swans volvieron a unirse en 2010, comenzando a publicar música de nuevo en Young God. En 2012, Gira declaró a Pitchfork Media que Young God no sacaría ningún álbum nuevo de otras bandas, citando como causa principal de esta decisión la caída de ingresos del sello.

## Lista de artistas
- Akron/Family
- The Angels of Light
- Devendra Banhart
- James Blackshaw
- The Body Lovers / The Body Haters
- Calla
- David Coulter
- Fire on Fire
- Flux Information Sciences
- Larkin Grimm
- Lisa Germano
- Mi and L'au
- Larsen
- Charlemagne Palestine / David Coulter / Jean Marie Mathoul
- Swans
- Ulan Bator
- Windsor for the Derby
- Wooden Wand